# Maurice Boisdon
Maurice Eugène Boisdon (La Rochelle, 22 marzo 1855 – Parigi, 24 ottobre 1928) è stato uno schermidore francese.
Partecipò ai Giochi della II Olimpiade di Parigi nella gara di spada individuale e sciabola individuale. In entrambe le gare fu eliminato alle semifinali.